# Cheikh Niasse
Cheikh Ahmet Tidian Niasse (Gossas, 19 de enero de 2000) es un futbolista senegalés que juega en la demarcación de centrocampista para el Hellas Verona F. C. de la Serie A.

## Biografía
Tras empezar a formarse como futbolista en el U. S. Boulogne durante doce años, se marchó traspasado al Lille O. S. C., donde tras un breve paso por el segundo equipo subió al primer equipo. Su debut con el equipo se produjo el 28 de agosto de 2019 en la tercera jornada de la Ligue 1 contra el A. S. Saint-Étienne. En febrero de 2021 salió cedido al Panathinaikos F. C. hasta final de temporada. Un año después se acabó desvinculando del equipo francés tras ser traspasado al B. S. C. Young Boys. En Suiza estuvo tres años y el 31 de enero de 2025 fue prestado al Hellas Verona F. C.

## Clubes
| Club                         | País    | Año       | Partidos | Goles |
| ---------------------------- | ------- | --------- | -------- | ----- |
| Lille O. S. C. "II"          | Francia | 2017-2019 | 42       | 2     |
| Lille O. S. C.               | Francia | 2019-2021 | 2        | 0     |
| Panathinaikos F. C. (cedido) | Grecia  | 2021      | 15       | 0     |
| Lille O. S. C.               | Francia | 2021-2022 | 2        | 0     |
| B. S. C. Young Boys          | Suiza   | 2022-2025 | 110      | 2     |
| Hellas Verona F. C. (cedido) | Italia  | 2025-     | 11       | 0     |

## Palmarés

### Títulos nacionales
| Título               | Club                | País    | Año  |
| -------------------- | ------------------- | ------- | ---- |
| Supercopa de Francia | Lille O. S. C.      | Francia | 2021 |
| Superliga de Suiza   | B. S. C. Young Boys | Suiza   | 2023 |
| Copa de Suiza        | B. S. C. Young Boys | Suiza   | 2023 |
| Superliga de Suiza   | B. S. C. Young Boys | Suiza   | 2024 |